# Aspidosperma rigidum
Aspidosperma rigidum é uma espécie de plantas com flores. Foi descrito pela primeira vez por Henry Hurd Rusby. Aspidosperma rigidum pertence ao gênero Aspidosperma e à família Apocynaceae.
Este tipo de planta é encontrado em:
- norte e centro-oeste do Brasil
  - Pará
  - Amazonas
  - Acre
  - Rondônia
  - Mato Grosso
- Peru
- Equador
- Bolívia
  - El Beni
  - Departamento de Cochabamba
  - La Paz (capital)
  - Santa Cruz
- Costa Rica
- Venezuela
  - Amazonas
- Colômbia
  - Amazonas
  - Departamento de Caquetá
  - Departamento de Chocó
  - Departamento de Meta
  - Departamento do Norte de Santander
  - Departamento de Putumayo
  - Departamento de Santander

Não há tipos listados como este.